# 馮俊彦
馮 俊彦（ふう しゅんげん、Feng Junyan、1984年2月18日 - ）は、中華人民共和国・広東省広州市出身の元サッカー選手。現役時代のポジションはミッドフィールダー。

## 来歴

### クラブ

#### 広州恒大
2003年から2014年まで長生きに渡り広州恒大でプレーした。
2015年2月18日、現役引退を発表した。

## 所属クラブ
ユース経歴
- 広州恒大足球倶楽部

プロ経歴
- 2002年 - 2003年  香雪製薬
- 2003年 - 2014年  広州恒大足球倶楽部

## タイトル

### クラブ
広州恒大
- AFCチャンピオンズリーグ：2013
- 中国サッカー・超級リーグ：2011, 2012, 2013, 2014
- 中国サッカー・甲級リーグ：2007, 2010
- 中国FAカップ：2012
- 中国サッカー・スーパーカップ：2012